# Imepitoin
Imepitoin ist eine chemische Verbindung, die aufgrund ihrer antiepileptischen und angstlösenden (anxiolytischen) Wirkung bei Hunden zur Behandlung der idiopathischen Epilepsie und von Geräuschangst (Geräuschphobie) eingesetzt wird. Chemisch handelt es sich um einen Abkömmling (Derivat) des Morpholins und des Imidazolinons.

## Chemische Eigenschaften
Imepitoin ist ein weißer, geruchloser, nichthygroskopischer Stoff, der bei Raumtemperatur fest ist. Die Substanz ist unlöslich in Wasser, schwerlöslich in 0,1-molarer Salzsäure sowie in Methanol und schwach löslich in Dimethylformamid.

## Wirkmechanismus
Der Wirkmechanismus von Imepitoin beruht auf dessen Bindung an die Benzodiazepin-Bindungsstelle des GABAA-Rezeptors, wodurch die hemmende Wirkung von GABA auf die Neuronen verstärkt wird. Darüber hinaus blockiert Imepitoin Ca2+-Kanäle, was seine antiepileptische Wirkung vermutlich zusätzlich steigert.

## Verwendung
Bei Hunden mit idiopathischer Epilepsie kann Imepitoin die Häufigkeit von generalisierten Anfällen reduzieren. Für Labortiere mit Hirnschädigung wurde gezeigt, dass der Wirkstoff die Entwicklung einer Epilepsie verhindern kann. Hunde mit Geräuschphobie zeigten nach der Behandlung mit Imepitoin eine Verringerung von Angstsymptomen.
Zur Behandlung der Epilepsie werden Hunden initial zweimal täglich 10 mg Imepitoin pro Kilogramm Körpergewicht verabreicht. Die Dosis kann vom behandelnden Tierarzt auf bis zu 30 mg/kg Körpergewicht zweimal täglich erhöht werden, sofern die Anfälle nicht zurückgehen. Bei Hunden mit Geräuschphobie wird die Behandlung zwei Tage vor einem erwarteten Geräuschereignis begonnen und während der Dauer des Ereignisses aufrechterhalten. Die Dosis beträgt 30 mg/kg Körpergewicht zweimal täglich.
Einige Studien deuten darauf hin, dass Imepitoin im Vergleich zu Phenobarbital, welches ebenfalls zur Behandlung der idiopathischen Epilepsie bei Hunden eingesetzt wird, besser verträglich ist. Im Allgemeinen sind die Nebenwirkungen eher leicht und von kurzer Dauer – hierzu gehören Ataxie, Erbrechen, Polyphagie und Schläfrigkeit. Darüber hinaus führt Imepitoin nicht zu einer Abhängigkeit.

## Handelsname und Darreichungsform
Unter dem Handelsnamen Pexion werden Tabletten mit 100 mg sowie 400 mg Imepitoin vertrieben.